# Тим Блејк Нелсон
Тимоти Блејк Нелсон (енгл. Timothy Blake Nelson; рођен 11. маја 1964, Талса, Оклахома), амерички је позоришни, филмски и ТВ глумац, редитељ, сценариста, драмски писац и продуцент. Његове најпознатије улоге су Делмара О'Донела у филму О, брате, где си? (2000), Данијел „Дени” Далтон млађи у Сиријана (2005) и др Семјуел Стернс у филмовима Невероватни Хулк (2008) и Капетан Америка: Врли нови свет (2025). Углавном је познат по споредним улогама. 
Познат је и по филмовима Сувишни извештај (2002), Линколн (2012), Фантастична четворка (2015), Балада о Бастеру Скрагсу (2018), Пад анђела (2019), Право на приговор (2019) и Преваранти (2019), између осталих.